# Leszek Jurczyszyn
Leszek Józef Jurczyszyn – polski fizyk, dr hab. nauk fizycznych, profesor nadzwyczajny Instytutu Fizyki Doświadczalnej Wydziału Fizyki i Astronomii Uniwersytetu Wrocławskiego.

## Życiorys
Obronił pracę doktorską, 27 maja 1996 habilitował się na podstawie pracy zatytułowanej Własności stanów obrazowych i polowo-obrazowych. 22 stycznia 2007 nadano mu tytuł profesora w zakresie nauk fizycznych. Objął funkcję profesora nadzwyczajnego w Instytucie Fizyki Doświadczalnej na Wydziale Fizyki i Astronomii Uniwersytetu Wrocławskiego.